# Longphort
Longphort és el terme que usaven a Irlanda per al moll d'amarratge assignat a un vaixell viking, o una fortalesa naval a la riba. Els primers longphorts van ser construïts com a llançadores per a les incursions vikingues a la  Irlanda medieval.
Aquestes fortificacions navals estaven emplaçades a les ribes dels rius, de vegades a tots dos flancs per a la defensa durant l'ancoratge i amarratge dels vaixells. Estaven situats en llocs per facilitar la defensa, ben abrigats i amb ràpid accés al mar.
La paraula apareix per primera vegada a Irlanda l'any 841 als Annals irlandesos amb els establiments vikings en Linn Duachaill i Dublín. També apareix a les descripcions dels establiments de Waterford el 914 i Limerick el 922, possiblement per les forces de la dinastia dels Uí Ímair. La majoria d'aquestes fortificacions navals no van perdurar, però Dublín, establerta el 841 va creixent fins a convertir-se en capital del Regne de Dublín, que incloïa part de la costa est d'Irlanda amb altres establiments nòrdic-gaèlics d'èxit com Corcaigh, Waterford, Wexford i Limerick, la major part d'Escòcia i les illes de l'Atlàntic Nord, parts del nord-oest d'Anglaterra i l'illa de Man.

## Etimologia
Aquesta paraula composta va ser probablement popularitzada per monjos irlandesos de la paraula llatina longus (gran) reflectit del nòrdic antic lang amb el mateix significat; i del llatí portus, que significa port. Hi ha moltes ciutats i comtats que reflecteixen la influència dels longphorts el que suggereix que en algun moment de la seva història hi va haver la presència un establiment naval d'aquest tipus a la zona.